# Interiores holandeses
Los Interiores holandeses es una serie de tres pinturas realizada por Joan Miró en el verano de 1928 después de un viaje a Bélgica y Países Bajos, inspiradas por dos pintores holandeses del siglo XVII. El Interior holandés I es una reinterpretación de la obra El tañedor de laud, de Martensz Sorgh (1661), el Interior holandés II es una versión de Niños enseñando a bailar a un gato de Jan Steen (1665) y el Interior holandés III, la pintura más compleja, está inspirada en varias obras también de Steen, sobre todo El corral de aves (1660), más aspectos compositivos y elementos de Joven mujer en el baño (1659), Mujer enferma de amor (1660), Mujer enferma y un doctor (c. 1660) y Mujer en el tocador (c. 1661-1665). Hay una larga tradición artística de inspiración en la obra de anteriores creadores y, en este caso, la relación entre los maestros de la Edad de Oro holandesa y uno de los artistas más vanguardistas del siglo XX ha sido motivo de interés para los estudiosos.
Un análisis comparativo de la composición, los personajes y los objetos pone de manifiesto que Miró los tomó, reinterpretó y transformó para representarlos de acuerdo a su propia fantasía y las formas y técnicas del surrealismo abstracto, tal como lo demuestran la serie de dibujos preparatorios.